# Mark Christian
Mark Peter Christian (* 20. November 1990 in Douglas) ist ein ehemaliger britischer Radrennfahrer von der Isle of Man.

## Sportlicher Werdegang
Mark Christian wurde bei der Niedersachsen-Rundfahrt der Junioren auf einem Teilstück Zweiter und er konnte in der Gesamtwertung am Ende den ersten Platz belegen. Auf der Bahn nahm Christian 2008 an der Bahnrad-Europameisterschaft der Junioren in Pruszków teil. In der Mannschafts- und in der Einerverfolgung gewann er jeweils die Silbermedaille. Im Madison wurde er zusammen mit Luke Rowe Europameister. In den folgenden Jahren wurde er drei Mal nationaler Meister im Zweier-Mannschaftsfahren (Madison).
Bei den Commonwealth Games 2010 errang Christian die Bronzemedaille im Punktefahren. 2018 gewann er auf der Straße die Bergwertung der Tour de Suisse. 
Nachdem Christian bis 2020 für verschiedene britische und irische Teams an den Start gegangen war, erhielt er zur Saison 2021 einen Vertrag beim italienischen UCI ProTeam Eolo-Kometa. In den zwei Jahren im Team blieb er jedoch ohne nennenswerte Ergebnisse. Nach der Saison 2022 beendete er im Alter von 32 Jahren seine Karriere als Radrennfahrer.

## Erfolge
2008
- Europameister – Madison (Junioren) mit Luke Rowe
- Britischer Meister – Einerverfolgung (Junioren)
- Britischer Meister – Punktefahren (Junioren)

2009
- Britischer Meister – Madison mit Peter Kennaugh

2010
- Britischer Meister – Madison mit Luke Rowe
- Commonwealth Games – Punktefahren

2012
- Britischer Meister – Madison mit Simon Yates

2018
- Bergwertung Tour de Suisse

## Grand-Tour-Platzierungen
| Grand Tour            | 2017 | 2018 | 2019 | 2020 | 2021 |
| --------------------- | ---- | ---- | ---- | ---- | ---- |
| Giro d’ItaliaGiro     | –    | –    | –    | –    | 76   |
| Tour de FranceTour    | –    | –    | –    | –    | –    |
| Vuelta a EspañaVuelta | 138  | –    | –    | –    | –    |